# Cirolana saldanhae
Cirolana saldanhae là một loài chân đều trong họ Cirolanidae. Loài này được Barnard miêu tả khoa học năm 1951.